# توموكازو هاريموتو
توموكازو هاريموتو وهو لاعب تنس طاولة ياباني من مواليد (2003 يونيو 27) عام 2018، فاز ببطولة العالم للناشئين الفردي لعام 2018 ولقب الفريق في بطولة العالم للناشئين باسم التف 2018 لليابان. كان اللاعبون السابقون الذين فازوا باللقب هم كينتا ماتسودايرا وكوكي نيوا وجون ميزوتاني (الفرق).